# Olympische Sommerspiele 1900/Schwimmen
Die in der französischen Hauptstadt Paris im Rahmen der Weltausstellung (Exposition Universelle et Internationale de Paris) ausgetragenen Internationalen Wettbewerbe für Leibesübungen und Sport (Concours Internationaux d’Exercices Physiques et de Sports) umfassten Wettbewerbe im Schwimmen, die Bestandteil der Olympischen Sommerspiele 1900 (Spiele der II. Olympiade) waren.
Schwimmen war zu jener Zeit nicht nur ein Sport für Amateure, insbesondere im Langstreckenschwimmen, begünstigt durch das starke Interesse am Kanalschwimmen, hatte sich eine professionelle Szene entwickelt. Deshalb gab es in Paris auch einen Wettkampf im 4000-Meter-Freistilschwimmen für Profis, der nach Vorstellung von Pierre de Coubertin, dem Begründer der modernen Olympischen Spiele, und nach Maßgabe des IOCs nicht als olympisch angesehen wird.

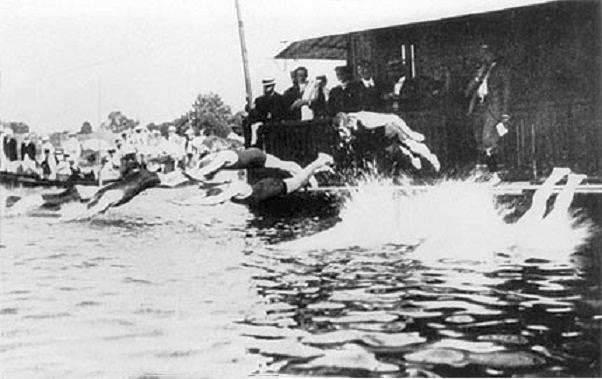
Start zu einem Schwimmwettkampf

Das IOC ordnet 7 Wettbewerbe im Schwimmen dem olympischen Programm der Spiele der II. Olympiade zu. Hieran beteiligten sich 76 Athleten aus zwölf Nationen. Die Schwimmwettbewerbe fanden zwischen dem 11. und 19. August im offenen Wasser in einem Flutbecken der Seine bei Asnières-sur-Seine statt.
Die Schwimmwettbewerbe erscheinen aus heutiger Sicht etwas kurios, denn bei vier der sieben Wettbewerbe handelte es sich um Disziplinen, die nur bei den Spielen in Paris ausgetragen wurden. Hierzu zählt das Unterwasserschwimmen, das Hindernisschwimmen und das Mannschaftsschwimmen. Auch das Schwimmen über 4000 Meter wurde nie wieder in einem olympischen Programm aufgenommen, allerdings wurde 2008 erstmals wieder ein Langstreckenschwimmen ausgetragen, die Strecke ist jedoch mit zehn Kilometer um ein Vielfaches länger.

## Bilanz

### Medaillenspiegel
| Platz  | Land            | Silber | Bronze | Dritter | Gesamt |
| ------ | --------------- | ------ | ------ | ------- | ------ |
| 1      | Großbritannien  | 2      | —      | 1       | 3      |
| 2      | Australien      | 2      | —      | —       | 2      |
| 2      | Deutsches Reich | 2      | —      | —       | 2      |
| 4      | Frankreich      | 1      | 2      | 2       | 5      |
| 5      | Österreich      | —      | 3      | 1       | 4      |
| 6      | Ungarn          | —      | 2      | 1       | 3      |
| 7      | Dänemark        | —      | —      | 1       | 1      |
| 7      | Niederlande     | —      | —      | 1       | 1      |
| Gesamt | Gesamt          | 7      | 7      | 7       | 21     |

### Medaillengewinner
| Disziplin            | Silber                                                                                                   | Bronze                                                                                              | Dritter |
| -------------------- | --- | --------------------------------------------------------------------------------------------------- | --- |
| 200 m Freistil       | Frederick Lane (GBR)                                                                                     | Zoltán von Halmay (HUN)                                                                             | Karl Ruberl (AUT)                                                                                            |
| 1000 m Freistil      | John Arthur Jarvis (GBR)                                                                                 | Otto Wahle (AUT)                                                                                    | Zoltán von Halmay (HUN)                                                                                      |
| 4000 m Freistil      | John Arthur Jarvis (GBR)                                                                                 | Zoltán von Halmay (HUN)                                                                             | Louis Martin (FRA)                                                                                           |
| 200 m Rücken         | Ernst Hoppenberg (GER)                                                                                   | Karl Ruberl (AUT)                                                                                   | Johannes Drost (HOL)                                                                                         |
| 200 m Mannschaft     | Deutscher Schwimm-Verband Ernst Hoppenberg, Max Hainle, Julius Frey, Max Schöne, Herbert von Petersdorff | Tritons Lilloise Maurice Hochepied, Joseph Bertrand, Victor Hochepied, Jules Verbecke, Victor Cadet | Pupilles de Neptune de Lille René Tartara, Désiré Mérchez, Louis Martin, Georges Leuillieux, Philippe Houben |
| 200 m Hindernis      | Frederick Lane (GBR)                                                                                     | Otto Wahle (AUT)                                                                                    | Peter Kemp (GBR)                                                                                             |
| Unterwasserschwimmen | Charles de Vendeville (FRA)                                                                              | André Six (FRA)                                                                                     | Peder Lykkeberg (DEN)                                                                                        |

## Ergebnisse

### 200 m Freistil
| Platz | Land | Athlet              | Zeit (in min) |
| ----- | ---- | ------------------- | ------------- |
| 1     | AUS  | Frederick Lane      | 2:25,2        |
| 2     | HUN  | Zoltán von Halmay   | 2:31,4        |
| 3     | AUT  | Karl Ruberl         | 2:32,0        |
| 4     | GBR  | Robert Crawshaw     | 2:45,6        |
| 5     | FRA  | Maurice Hochepied   | 2:53,0        |
| 6     | GBR  | Frederick Stapleton | 2:55,0        |
| 7     | FRA  | Jules Clévenot      | 2:56,2        |
| 8     | GER  | Julius Frey         | 2:58,2        |
| 9     | FRA  | Louis Martin        | k. A.         |
| -     | AUT  | Otto Wahle          | DNS           |

Datum: 11. und 12. August

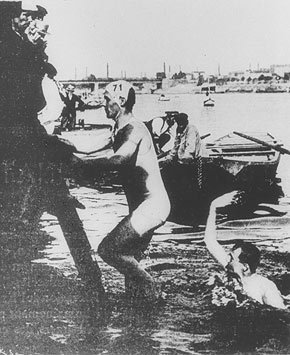
Lane steigt nach seinem Sieg aus dem Wasser

Es beteiligten sich 26 Schwimmer aus neun Nationen. Aus fünf Vorläufen qualifizierten sich die jeweiligen Sieger und fünf weitere zeitschnellste Schwimmer aus allen Vorläufen. Das Finale wurde aber nur mit neun Schwimmern bestritten, da Otto Wahle auf einen Start verzichtete. Die 200 Meter wurden durchgehend ohne Wende stromabwärts geschwommen, was zu durchaus bemerkenswerten Zeiten führte.

### 1000 m Freistil
| Platz | Land | Athlet                 | Zeit (in min) |
| ----- | ---- | ---------------------- | ------------- |
| 1     | GBR  | John Arthur Jarvis     | 13:40,2       |
| 2     | AUT  | Otto Wahle             | 14:53,6       |
| 3     | HUN  | Zoltán von Halmay      | 15:16,4       |
| 4     | GER  | Max Hainle             | 15:22,6       |
| 5     | FRA  | Louis Martin           | 16:30,4       |
| 6     | FRA  | Georges Leuillieux     | 16:53,2       |
| 7     | FRA  | Maurice Hochepied      | 16:53,4       |
| 8     | FRA  | Jules Verbecke         | 17:13,8       |
| 9     | SWE  | Erik Eriksson          | 17:50,0       |
| -     | GBR  | Thomas William Burgess | DNF           |

Datum: 11. und 12. August
Es beteiligten sich 16 Schwimmer aus sechs Nationen. Aus vier Vorläufen qualifizierten sich die jeweiligen Sieger und sechs weitere zeitschnellste Schwimmer aus allen Vorläufen. Die 1000 Meter wurden durchgehend ohne Wende stromabwärts geschwommen, was zu durchaus bemerkenswerten Zeiten führte.

### 4000 m Freistil
| Platz | Land | Athlet             | Zeit (in h) |
| ----- | ---- | ------------------ | ----------- |
| 1     | GBR  | John Arthur Jarvis | 0:58:24,0   |
| 2     | HUN  | Zoltán von Halmay  | 1:08:55,4   |
| 3     | FRA  | Louis Martin       | 1:13:08,4   |
| 4     | GBR  | Thomas W. Burgess  | 1:15:07,6   |
| 5     | NED  | Eduard Meijer      | 1:16:37,2   |
| 6     | ITA  | Fabio Mainoni      | 1:18:25,4   |
| 7     | FRA  | Ernest Martin      | 1:26:32,2   |
| -     | GBR  | William Henry      | DNF         |
| -     | AUT  | Alois Anderle      | DNF         |

Datum: 15. und 19. August

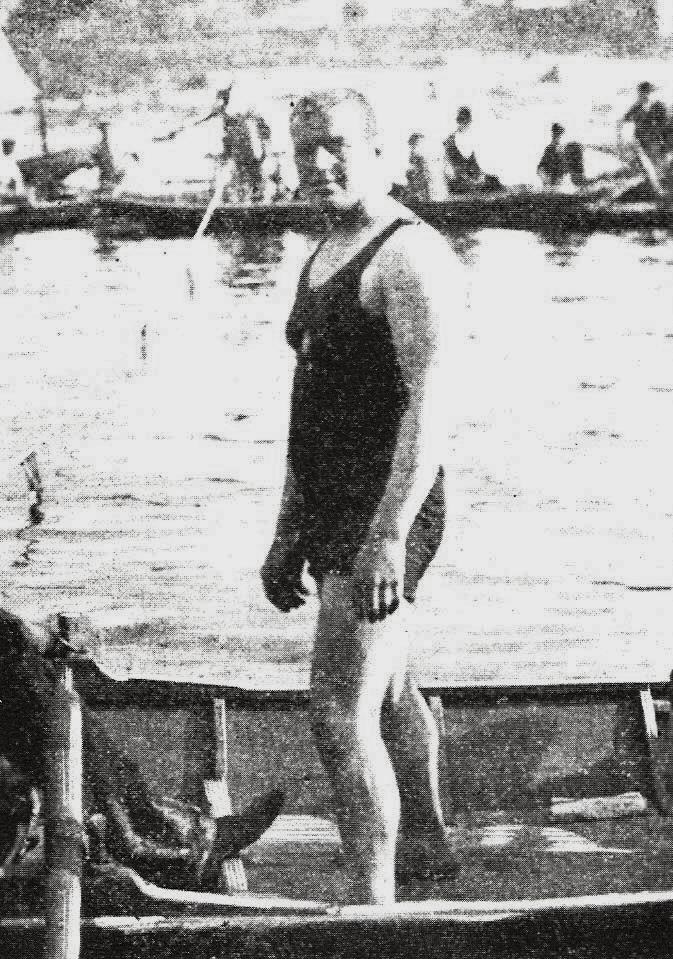
Jarvis wartet in einem Boot auf seinen Start

Es beteiligten sich 29 Schwimmer aus sieben Nationen. Aus drei Vorläufen qualifizierten sich die jeweiligen Sieger und sechs weitere zeitschnellste Schwimmer aus allen Vorläufen. Die 4000 Meter wurden durchgehend ohne Wende stromabwärts geschwommen.

### 200 m Rücken
| Platz | Land | Athlet                 | Zeit (in min) |
| ----- | ---- | ---------------------- | ------------- |
| 1     | GER  | Ernst Hoppenberg       | 2:47,0        |
| 2     | AUT  | Karl Ruberl            | 2:56,0        |
| 3     | NED  | Johannes Drost         | 3:01,0        |
| 4     | NED  | Johannes Bloemen       | 3:02,2        |
| 5     | FRA  | Georges Leuillieux     | 3:05,0        |
| 6     | GBR  | Thomas William Burgess | 3:12,6        |
| 7     | FRA  | de Romand              | 3:38,0        |
| 8     | ITA  | Paolo Bussetti         | 3:45,0        |
| 9     | SWE  | Erik Eriksson          | 3:56,4        |
| -     | GBR  | Robert Crawshaw        | DNF           |

Datum: 11. und 12. August
Es beteiligten sich 16 Schwimmer aus sieben Nationen. Aus drei Vorläufen qualifizierten sich die jeweiligen Sieger und sieben weitere zeitschnellste Schwimmer aus allen Vorläufen.
Die 200 Meter Rücken wurden nicht aus dem Wasser gestartet, sondern mit einem Sprung, so dass man sich im Wasser auf den Rücken zu drehen hatte. Die Strecke wurde durchgehend ohne Wende stromabwärts geschwommen.

### 200 m Mannschaft
| Platz | Land | Athlet | Punkte |
| ----- | ---- | --- | ------ |
| 1     | GER  | Deutscher Schwimm-Verband Ernst Hoppenberg (1), Max Hainle (2), Julius Frey (4), Max Schöne (6), Herbert von Petersdorff (20)       | 33     |
| 2     | FRA  | Tritons Lilloise Maurice Hochepied (3), Joseph Bertrand (5), Victor Hochepied (12), Jules Verbecke (13), Victor Cadet (18)          | 51     |
| 3     | FRA  | Pupilles de Neptune de Lille René Tartara (8), Désiré Mérchez (9), Louis Martin (11), Georges Leuillieux (14), Philippe Houben (20) | 62     |
| 4     | FRA  | Libellule de Paris Jules Clévenot (7), B. Rosier (10), R. Féret (15), Louis Gazaigne (16), Pelloy (17)                              | 65     |

Datum: 12.08.
Es nahmen nur 4 Mannschaften teil, drei davon aus Frankreich. Die gemeldete britische Mannschaft ging nicht an den Start.
Beim Mannschaftsschwimmen ging es um das Erreichen einer möglichst niedrigen Platzziffer. Jede Mannschaft musste 5 Schwimmer melden. In 5 Vorlaufrennen startete jeweils ein Schwimmer jeder Mannschaft. Die Platzziffern wurden erst in den Finalrennen ermittelt, dabei wurde im ersten Finalrennen die Platzziffer 1 bis 5 vergeben (1 für ersten Platz, 2 für zweiten Platz etc.), hier starteten die jeweiligen Sieger der Vorlaufrennen, im zweiten Finalrennen die Platzziffer 6 bis 10 (6 für ersten Platz, 7 für zweiten Platz etc.), hier starteten die jeweiligen Zweiten der Vorlaufrennen usw. Trat ein Schwimmer nicht an, erhielt er automatisch die Platzziffer für den letzten Platz (20). Die Mannschaft mit der niedrigsten Platzziffer war Sieger.
Nach diesem umständlichen Modus stand im Prinzip schon nach den Vorlaufrennen die deutsche Mannschaft als Gesamtsieger fest, denn sie hatten durch die dort erzielten guten Ergebnisse im ersten Finalrennen gleich drei und im zweiten Rennen einen weiteren Schwimmer vertreten. Der fünfte Schwimmer, Herbert von Petersdorff, konnte deshalb beruhigt auf einen Start verzichteten, obwohl an ihn dafür die Platzziffer 20 vergeben wurde. Auch der fünfte Schwimmer der drittplatzierten französischen Mannschaft, Houben, trat nicht an und erhielt die 20.

### 200 m Hindernis
| Platz | Land | Athlet              | Zeit (in min) |
| ----- | ---- | ------------------- | ------------- |
| 1     | AUS  | Frederick Lane      | 2:38,4        |
| 2     | AUT  | Otto Wahle          | 2:40,0        |
| 3     | GBR  | Peter Kemp          | 2:47,4        |
| 4     | AUT  | Karl Ruberl         | 2:51,2        |
| 5     | GBR  | Frederick Stapleton | 2:55,0        |
| 6     | GBR  | William Henry       | 2:58,0        |
| 7     | FRA  | Maurice Hochepied   | 2:58,0        |
| 8     | FRA  | Jules Verbecke      | 3:08,4        |
| 9     | FRA  | Joseph Bertrand     | 3:17,0        |
| 10    | FRA  | Louis Marc          | 3:30,6        |

Datum: 11.08. und 12.08.

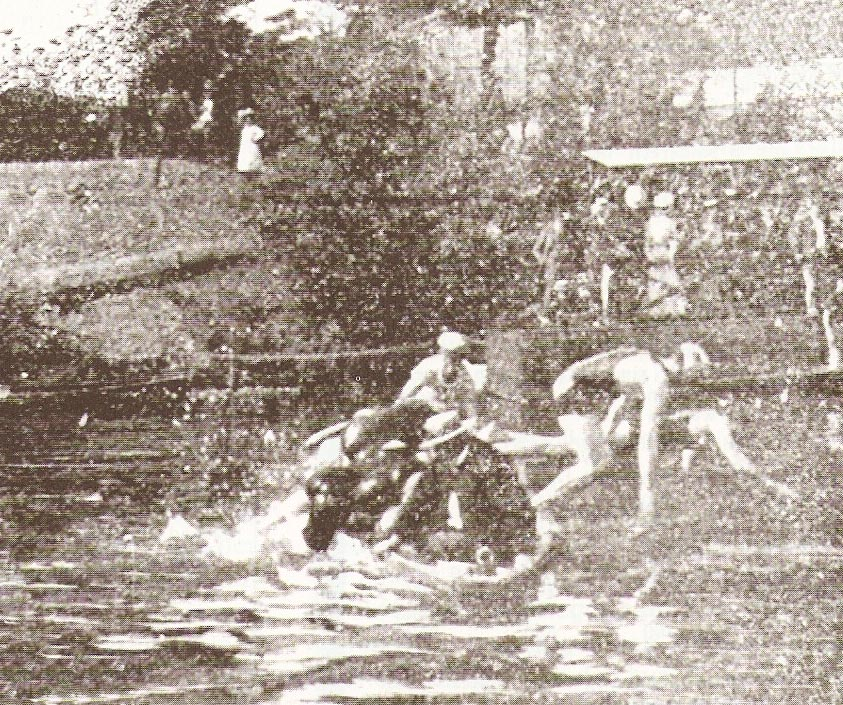
Überklettern des Bootes beim Hindernisschwimmen

Es beteiligten sich 12 Schwimmer aus 5 Nationen. Aus 3 Vorläufen qualifizierten sich der jeweils Erste und Zweite sowie 4 weitere zeitschnellste Schwimmer aus allen Vorläufen. Dies führte dazu, dass lediglich 2 Schwimmer ausscheiden mussten. Das waren Victor Hochepied aus Frankreich und Fred Hendschel aus den USA.
Die Schwimmer mussten eine Stange und ein Boot überklettern sowie unter einem Boot hinweg tauchen.

### Unterwasserschwimmen
| Platz | Land | Athlet                | Sekunden | Meter | Punkte |
| ----- | ---- | --------------------- | -------- | ----- | ------ |
| 1     | FRA  | Charles de Vendeville | 68,4     | 60,0  | 188,4  |
| 2     | FRA  | André Six             | 65,4     | 60,0  | 185,4  |
| 3     | DEN  | Peder Lykkeberg       | 90,0     | 28,5  | 147,0  |
| 4     | FRA  | de Romand             | 50,2     | 47,5  | 145,2  |
| 5     | FRA  | Léon Tisserand        | 48,0     | 30,75 | 109,5  |
| 6     | GER  | Hans Aniol            | 30,0     | 36,95 | 103,9  |
| 7     | FRA  | Menault               | 38,4     | 32,5  | 103,4  |
| 8     | FRA  | Louis Marc            | 32,0     | 34,0  | 100,0  |
| 9     | FRA  | Pierre Peyrusson      | 29,6     | 31,0  | 91,6   |
| 10    | FRA  | Paul Kaisermann       | 56,8     | 16,1  | 88,8   |
| 11    | FRA  | Jean Leclerq          | 28,0     | 30,0  | 88,0   |
| 12    | FRA  | Chevrand              | 32,0     | 20,0  | 72,0   |
| 13    | AUT  | Alois Anderle         | 22,4     | 23,5  | 69,4   |
| 14    | FRA  | Eucher                | 23,0     | 21,5  | 66,0   |

Datum: 12.08.
Es beteiligten sich 14 Schwimmer aus 4 Nationen, die alle zum Finale zugelassen wurden. Es erfolgte eine Punktwertung, wobei neben der zurückgelegten Entfernung ebenso die Zeit unter Wasser zählte. Für jeden Meter gab es zwei Punkte, für jede Sekunde einen weiteren Punkt. Die unterschiedliche Taktik ist beim Drittplatzierten Lykkeberg deutlich zu erkennen. Er konnte beträchtlich länger unter Wasser bleiben, mit der dafür benötigten Kraft und Konzentration konnte er jedoch erheblich weniger Meter zurücklegen.
19 Schwimmer (14 Franzosen, 3 Deutsche und 2 Briten) waren auch Mitglieder verschiedener Mannschaften, die am Wettbewerb im Wasserball teilnahmen. Sechs weitere Schwimmer (2 Franzosen und 4 Briten) standen ebenfalls im Aufgebot dieser Mannschaften, doch ist ungewiss, ob diese dort auch zum Einsatz kamen. So sind die Franzosen Louis Martin und Désiré Mérchez sowie der Brite Peter Kemp die einzigen, die offiziell in beiden Wettbewerben Medaillengewinner werden konnten.